# Evangelismos
Evangelismos (griego: Ευαγγελισμός Λάρισας) es un asentamiento de la antigua unidad municipal de Makrychori, que pertenece al municipio de Tempi en la unidad regional de Larissa, Tesalia, Grecia. Evangelismos tenía 127 habitantes en el censo de 2011.
Evangelismos está construido a una altitud de 50 metros al noreste de la capital regional, Larissa, muy cerca del Valle de Tempe y la cordillera de Ossa. Hasta 1997, fue la sede de la comunidad homónima de la provincia de Larissa, mientras que entonces formaba parte del municipio Kapodistrian de Makrychori. En 2011 pasó a depender del municipio de Kallikrat de Tempi.
A principios del 2016 en S.E.A. de la zona acogió temporalmente a refugiados de paso procedentes de Oriente Medio.

## Accidente ferroviario
El 28 de febrero de 2023, a las 23:21 EET, el área cercana al asentamiento fue escenario de una colisión frontal entre un servicio InterCity y un tren intermodal que viajaba en dirección opuesta en el mismo tramo de vía. Con más de 57 muertos, 85 heridos y 2 desaparecidos, es el peor desastre ferroviario en la historia de los ferrocarriles en Grecia..

## Población
| Censo poblacional | 1928 | 1940 | 1951 | 1961 | 1971 | 1981 | 1991 | 2001 | 2011 |
| ----------------- | ---- | ---- | ---- | ---- | ---- | ---- | ---- | ---- | ---- |
| Población         | 255  | 240  | 231  | 230  | 229  | 202  | 200  | 178  | 127  |